# Маунт-Морріс (селище, Нью-Йорк)
Маунт-Морріс (англ. Mount Morris) — селище (англ. village) в США, в окрузі Лівінгстон штату Нью-Йорк. Населення — 2898 осіб (2020).

## Географія
Маунт-Морріс розташований за координатами 42°43′25″ пн. ш. 77°52′31″ зх. д. / 42.72361° пн. ш. 77.87528° зх. д. (42.723695, -77.875207).  За даними Бюро перепису населення США в 2010 році селище мало площу 5,30 км², уся площа — суходіл.

## Демографія
Згідно з переписом 2010 року, у селищі мешкало 2986 осіб у 1295 домогосподарствах у складі 730 родин. Густота населення становила 563 особи/км².  Було 1463 помешкання (276/км²).
Расовий склад населення:
| - 92,5 % — білих - 2,1 % — чорних або афроамериканців - 0,6 % — корінних американців - 0,6 % — азіатів - 2,3 % — осіб інших рас |

До двох чи більше рас належало 1,9 %. Частка іспаномовних становила 9,3 % від усіх жителів.
За віковим діапазоном населення розподілялося таким чином: 22,9 % — особи молодші 18 років, 63,3 % — особи у віці 18—64 років, 13,8 % — особи у віці 65 років та старші. Медіана віку мешканця становила 39,2 року. На 100 осіб жіночої статі у селищі припадало 98,7 чоловіків;  на 100 жінок у віці від 18 років та старших — 94,0 чоловіків також старших 18 років.
Середній дохід на одне домашнє господарство  становив 45 516 доларів США (медіана — 36 875), а середній дохід на одну сім'ю — 51 985 доларів (медіана — 47 824). Медіана доходів становила 42 270 доларів для чоловіків та 33 409 доларів для жінок. За межею бідності перебувало 21,4 % осіб, у тому числі 28,1 % дітей у віці до 18 років та 13,4 % осіб у віці 65 років та старших.
Цивільне працевлаштоване населення становило 1167 осіб. Основні галузі зайнятості: освіта, охорона здоров'я та соціальна допомога — 25,7 %, роздрібна торгівля — 23,0 %, мистецтво, розваги та відпочинок — 11,9 %, науковці, спеціалісти, менеджери — 9,2 %.